# Viterbo (provins)
Viterbo är en provins i regionen Lazio i Italien. Viterbo är huvudort i provinsen. Provinsen etablerades 1927 genom en utbrytning ur provinsen Rom.

## Världsarv i provinsen
- Vid staden Tarquinia finns en etruskisk begravningsplats –  nekropol – med cirka 6 000 gravstenar uthuggna ur klippväggen. Av dessa är 200 dekorerade med färgrika väggmålningar. Platsen är ett världsarv sedan 2004.[3]

## Administrativ indelning
Provinsen Viterbo är indelad i 60 comuni (kommuner). Alla kommunerna finns i lista över kommuner i provinsen Viterbo.

## Geografi
Provinsen Viterbo gränsar:
- i nordväst mot provinserna Grosseto och Siena
- i nordost mot provinsen Terni
- i öst mot provinsen Rieti
- i syd mot provinsen Rom
- i väst mot Tyrrenska havet